# Musculus semispinalis
De musculus semispinalis of spier van de halve ruggengraat is een spier die de wervels van de wervelkolom met elkaar verbindt. Daarbij overbruggen de spiervezels altijd meer dan vier wervels. Bij eenzijdig samentrekken van de musculus semispinalis, draait het hoofd en de hals naar de andere zijde, terwijl bij dubbelzijdig samentrekken, het hoofd en de wervelkolom naar achteren buigen. De musculus semispinalis vormt samen met de musculi multifidi en de musculi rotatores de musculus transversospinalis. 

Deze spier bestaat uit drie delen:
- Musculus semispinalis thoracis
- Musculus semispinalis cervicis
- Musculus semispinalis capitis

De musculus semispinalis thoracis loopt van de onderste zes borstwervels naar de bovenste borstwervels en onderste halswervel. De musculus semispinalis cervicis loopt van de bovenste zes borstwervels naar de halswervels. De musculus semispinalis capitis zijn oorsprong (origo) is bij de bovenste borstwervels en de onderste halswervel en hecht aan het achterhoofdsbeen tussen de lineae nuchae superior et inferior. De musculus semispinalis wordt geïnnerveerd door de rami dorsales van de ruggenmergszenuwen.